# Eutrema yunnanense
Eutrema yunnanense är en korsblommig växtart som beskrevs av Adrien René Franchet. Eutrema yunnanense ingår i släktet skidörter, och familjen korsblommiga växter. Inga underarter finns listade i Catalogue of Life.